# André Noyelle
André Noyelle, född 29 november 1931 i Ypern, död 4 februari 2003 i Poperinge, var en belgisk tävlingscyklist. Han vann guld i individuellt landsvägslopp under de Olympiska sommarspelen 1952 i Helsingfors. Samma år tog han också guld i landsvägsloppet i lagklassen tillsammans med Robert Grondelaers och Lucien Victor under samma tävling. 
André Noyelle var professionell tävlingscyklist mellan 1953 och 1966, och tävlade tidigare som amatör. De olympiska spelens tävling för cyklister var vid tillfället för hans vinster en amatörtävling.

## Meriter
- 1951
  - Gent-Ieper

- 1952
  -  Olympiska sommarspelen 1952 - linjelopp
  -  Olympiska sommarspelen 1952 - lagtempo (med Robert Grondelaers och Lucien Victor)
  - 2:a, Världsmästerskapen - linjelopp (amatör)

- 1955
  - Etapp 1a, Driedaagse van Antwerpen
  - Etapp 4, Tour de l'Ouest
  - 2:a, Kampioenschap van Vlaanderen

- 1957
  - Etapp 2a, Dwars door Vlaanderen
  - 2:a, Gent - Wevelgem
  - 3:a, Dwars door Vlaanderen

- 1958
  - 3:a, Bryssel-Ingooigem

- 1959
  - Grand Prix de Fourmies
  - 2:a, Kampioenschap van Vlaanderen
  - 3:a, Paris-Tours

- 1960
  - Ostschweizer Rundfahrt
  - 3:a, Grand Prix d'Isbergues

- 1961
  - Roubaix-Cassel-Roubaix
  - 3:a, Kuurne-Bryssel-Kuurne
  - 3:a, E3 Prijs Vlaanderen
  - 3:a, Züri Metzgete

- 1964
  - Grand Prix Pino Cerami
  - 3:a, Nokere Koerse
  - 2:a, Grand Prix Jef Scherens